# بوژاک
بوژاک (به مجاری:  Buzsák) یک منطقهٔ مسکونی در مجارستان است که در ناحیه فونیود واقع شده‌است. بوژاک ۵۹٫۶۸ کیلومتر مربع مساحت و ۱٬۳۱۸ نفر جمعیت دارد.